# Jesús Aicardo
Jesús Nazaret Aicardo Collantes, más conocido como Aicardo (Cádiz, 4 de diciembre de 1988) es un jugador de fútbol sala que juega como cierre en el  Stellae Leis Pontevedra y en la Selección de fútbol sala de España.
Con el FC Barcelona ha logrado todos los títulos nacionales posibles, mientras que con la selección ganó la Eurocopa de 2012.

## Palmarés

### Santiago Futsal
- Supercopa de España (1): 2010

### FC Barcelona
- Liga Nacional de Fútbol Sala (3): 2013, 2019, 2021
- Copa de España (3): 2013, 2019, 2020
- Copa del Rey (5): 2013, 2014, 2018, 2019, 2020
- Supercopa de España (2): 2013, 2019
- UEFA Futsal Champions League (2): 2014, 2020
- Copa Cataluña (6): 2013, 2014, 2015, 2016, 2017, 2018

### Selección Española
- Eurocopa (1): 2012

## Clubes
- Géminis San Miguel (2005-2006)
- Fuentemar FS (2006-2008)
- Lobelle Santiago (2008-2012)
- FC Barcelona (2012-2021)
- Jaén Fútbol Sala(2021-2022)
- Peñíscola Fútbol Sala (2022-2024)
- Stellae Leis Pontevedra(2024-)